# Антишан-де-Фронтинь
Антиша́н-де-Фронти́нь (фр. Antichan-de-Frontignes, окс. Antishan de Frontinhan) — коммуна во Франции, находится в регионе Юг — Пиренеи. Департамент — Верхняя Гаронна. Входит в состав кантона Барбазан. Округ коммуны — Сен-Годенс.
Код INSEE коммуны — 31009.

## География

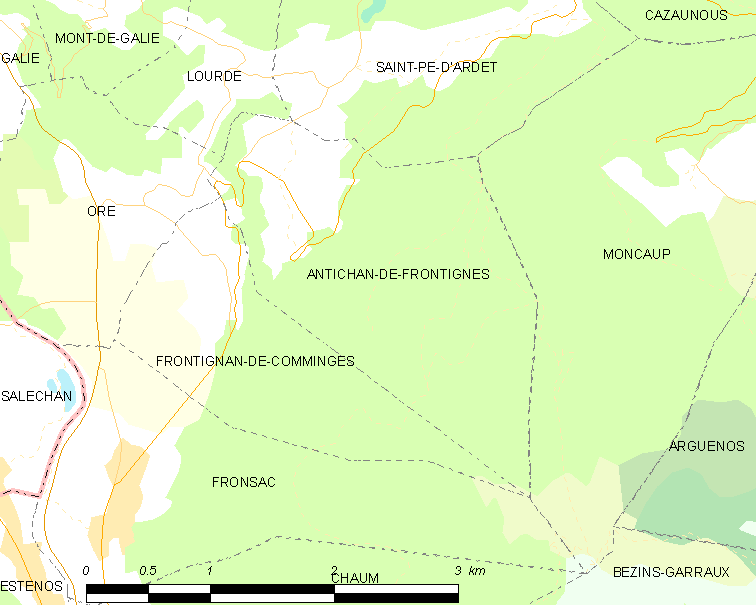
Карта коммуны

Коммуна расположена приблизительно в 670 км к югу от Парижа, в 95 км к юго-западу от Тулузы.
Более половины территории коммуны занимают леса.

## Климат
Климат умеренно-океанический. Зима мягкая и снежная, весна характеризуется сильными дождями и грозами, лето сухое и жаркое, осень солнечная. Преобладают сильные юго-восточные и северо-западные ветры.

## Население
Население коммуны на 2010 год составляло 82 человека.
| 1962 | 1968 | 1975 | 1982 | 1990 | 1999 | 2010 |
| ---- | ---- | ---- | ---- | ---- | ---- | ---- |
| 96   | 92   | 71   | 75   | 73   | 84   | 82   |

## Экономика
В 2010 году среди 48 человек трудоспособного возраста (15—64 лет) 36 были экономически активными, 12 — неактивными (показатель активности — 75,0 %, в 1999 году было 59,5 %). Из 36 активных жителей работали 33 человека (18 мужчин и 15 женщин), безработных было 3 (1 мужчина и 2 женщины). Среди 12 неактивных 3 человека были учениками или студентами, 6 — пенсионерами, 3 были неактивными по другим причинам.

## Фотогалерея

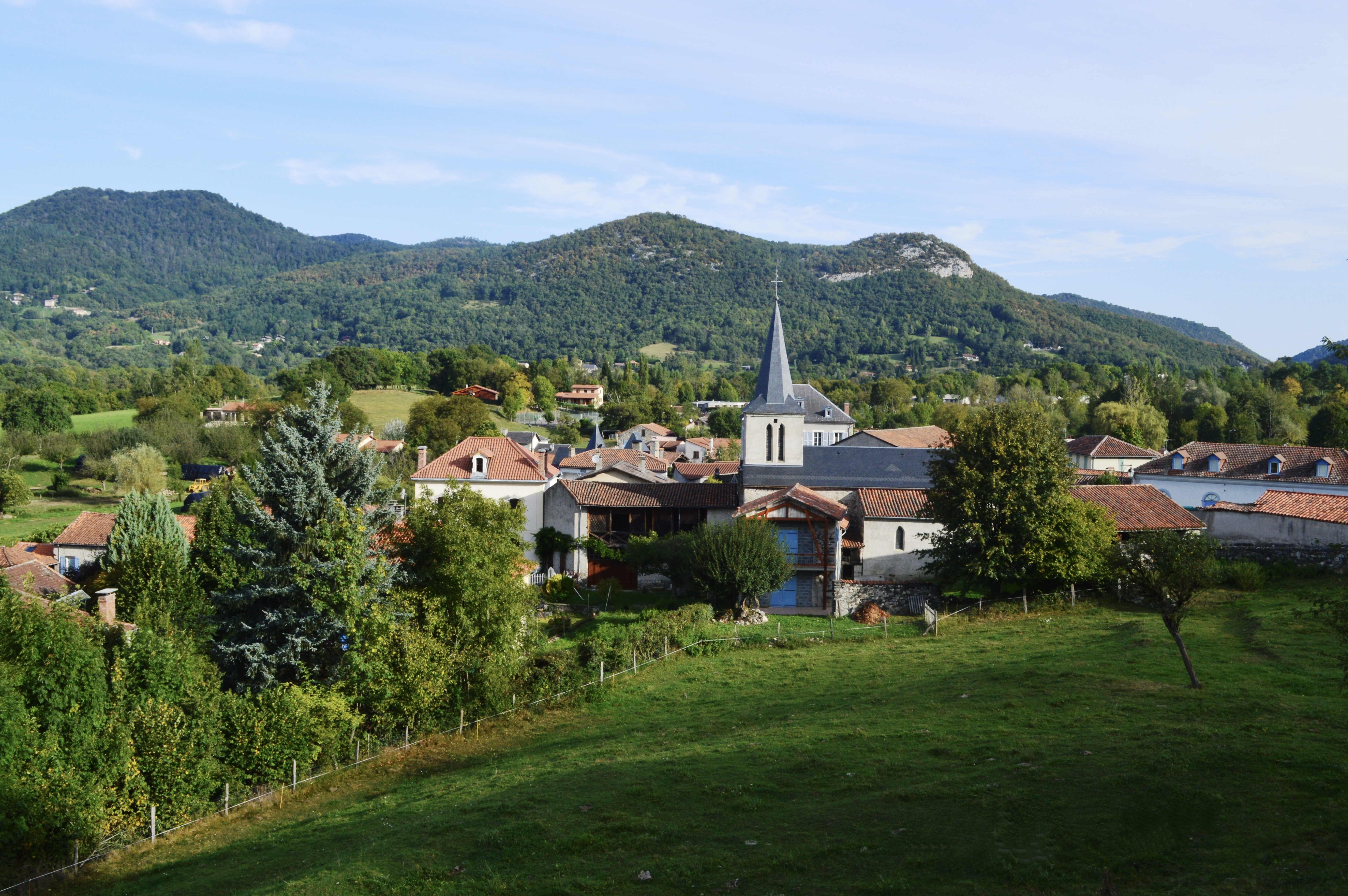
Антишан-де-Фронтинь
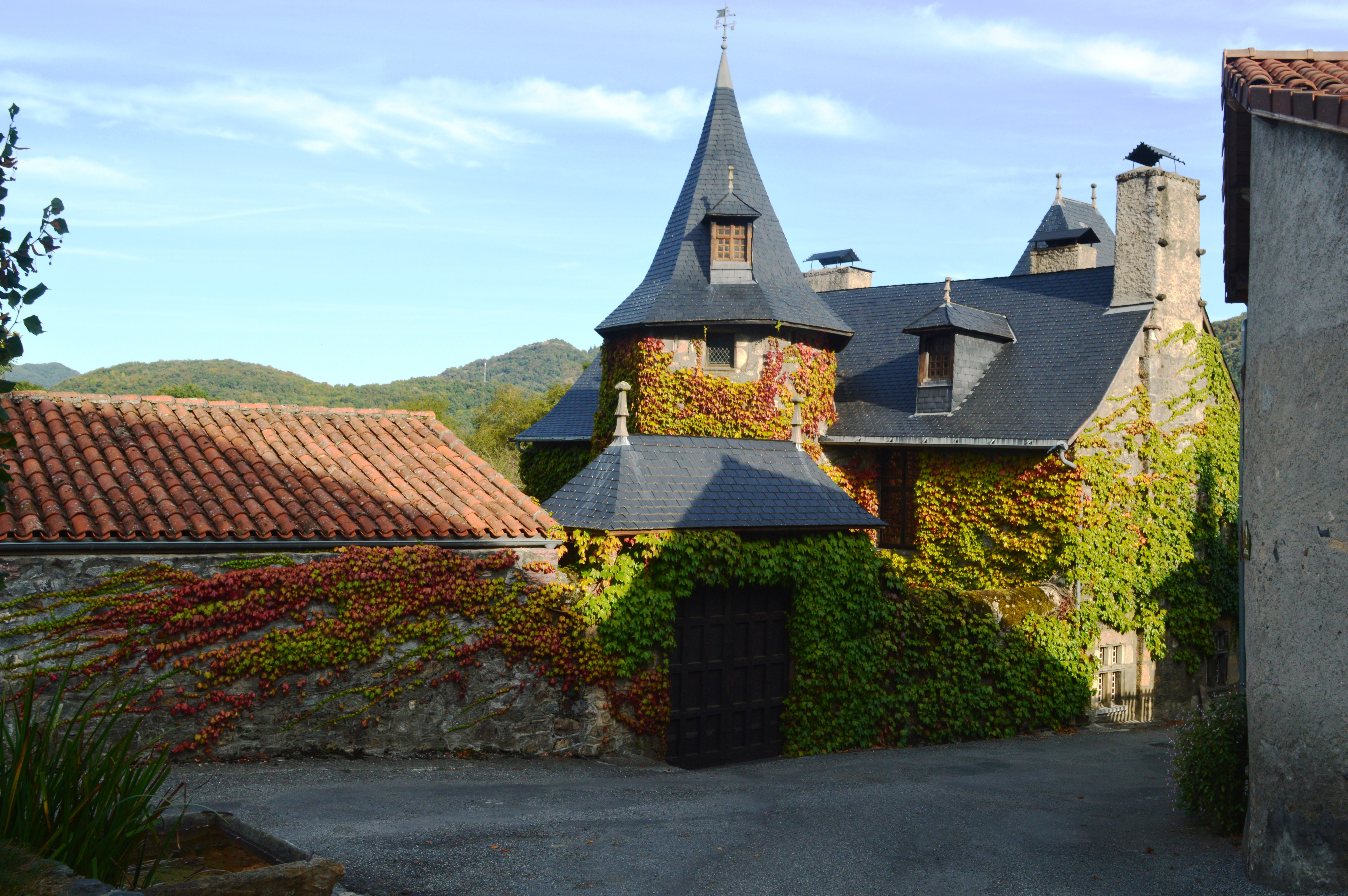
Антишан-де-Фронтинь
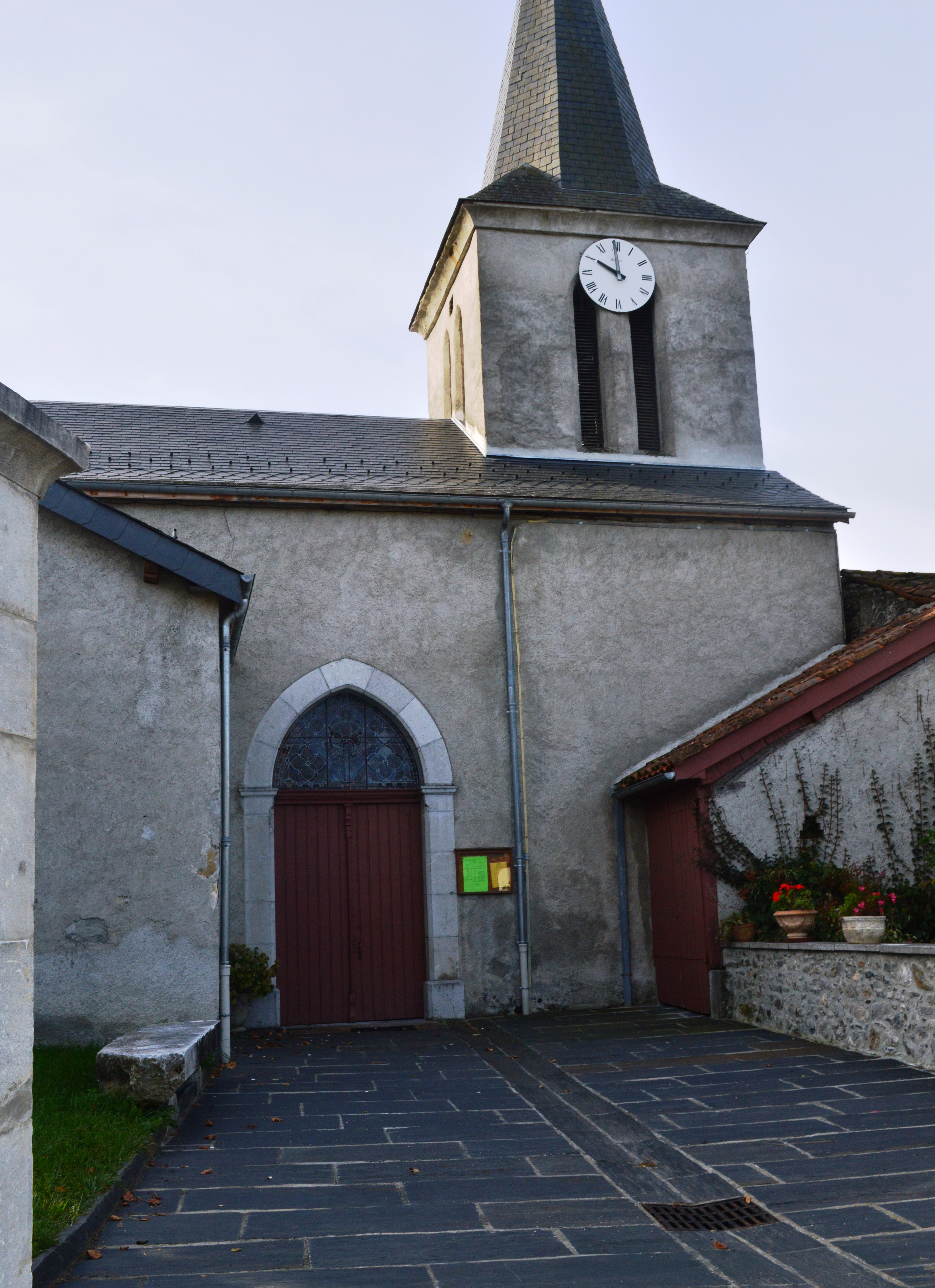
Церковь Успения Божьей Матери
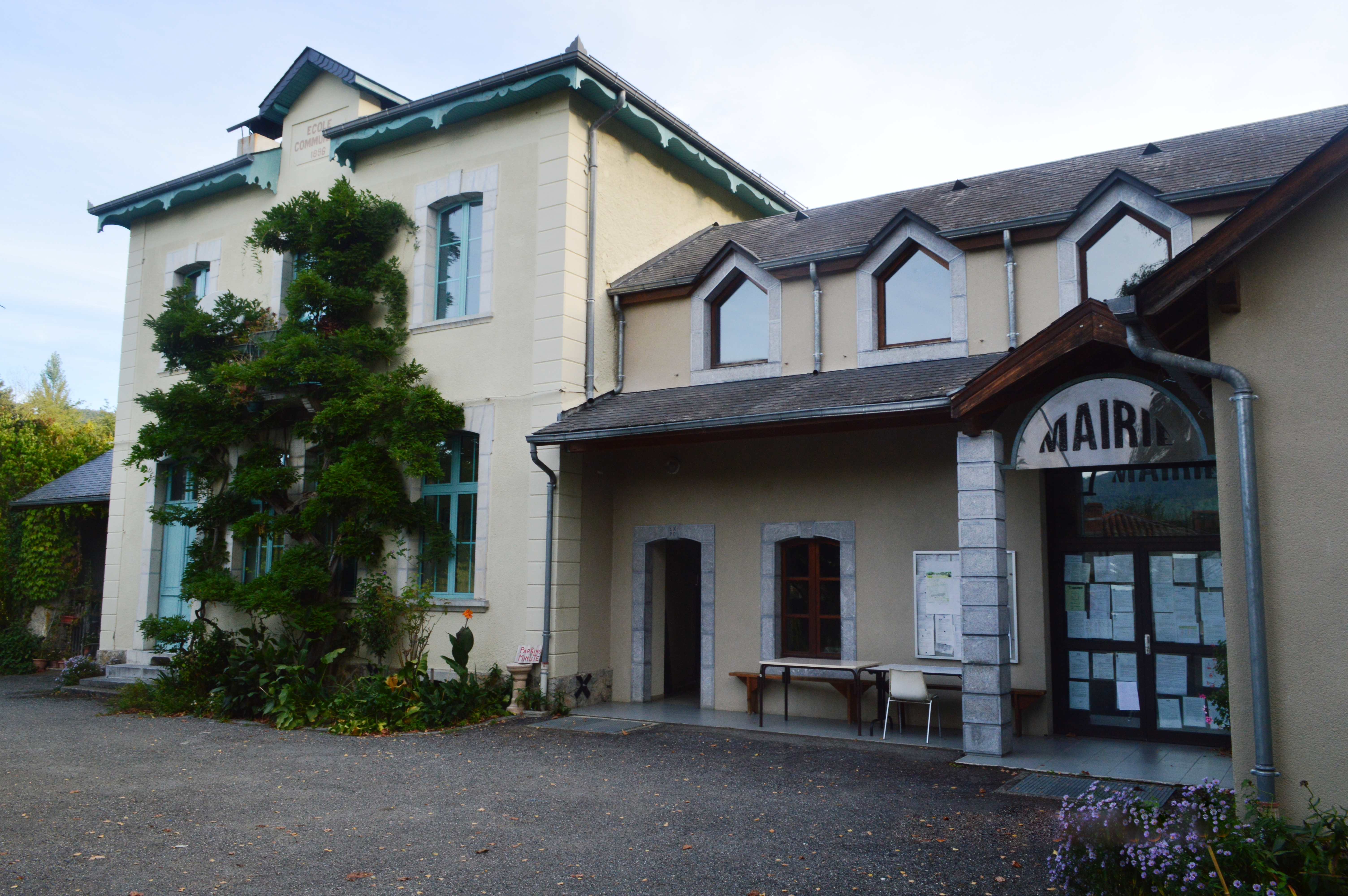
Мэрия
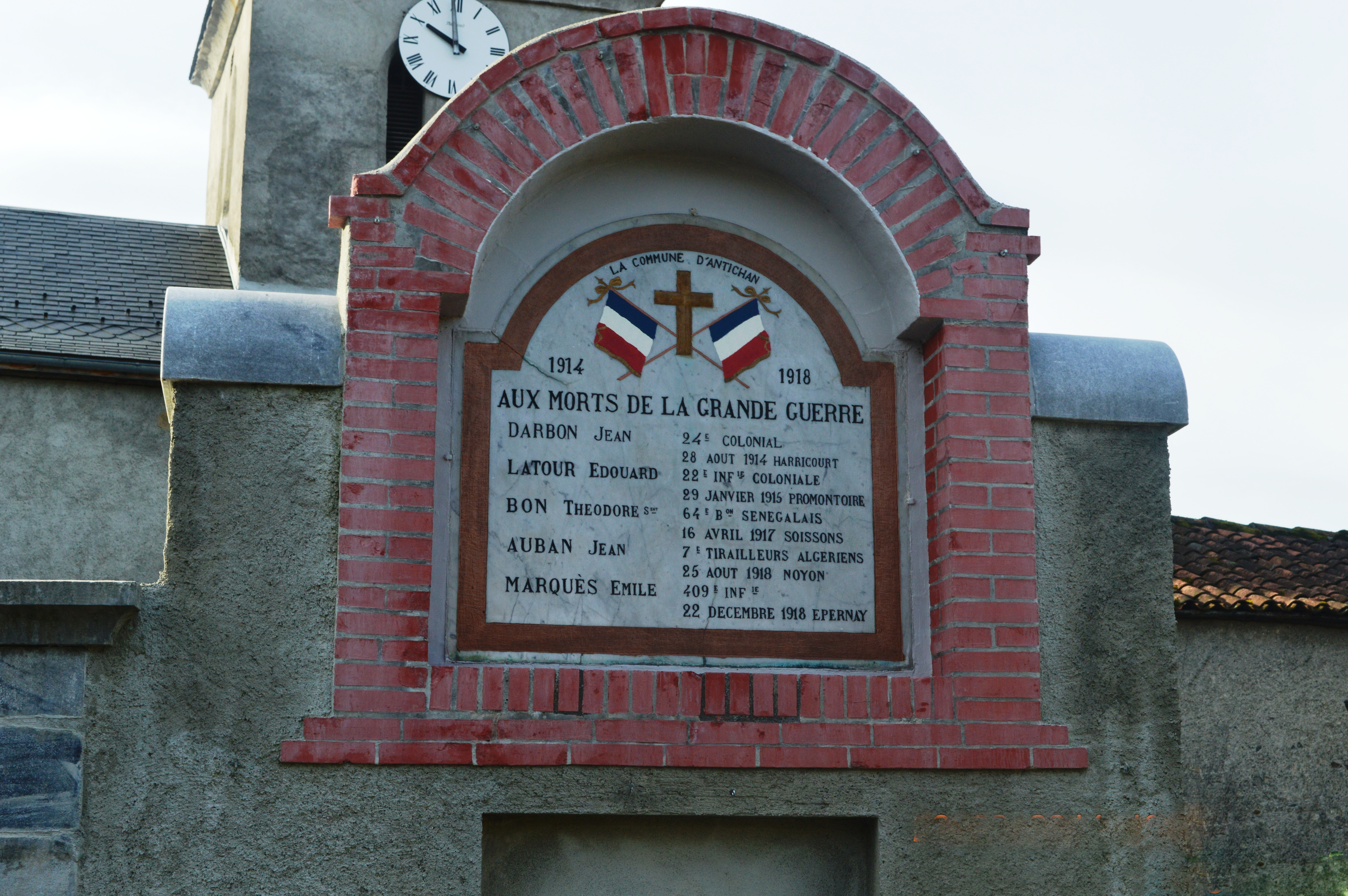
Военный мемориал
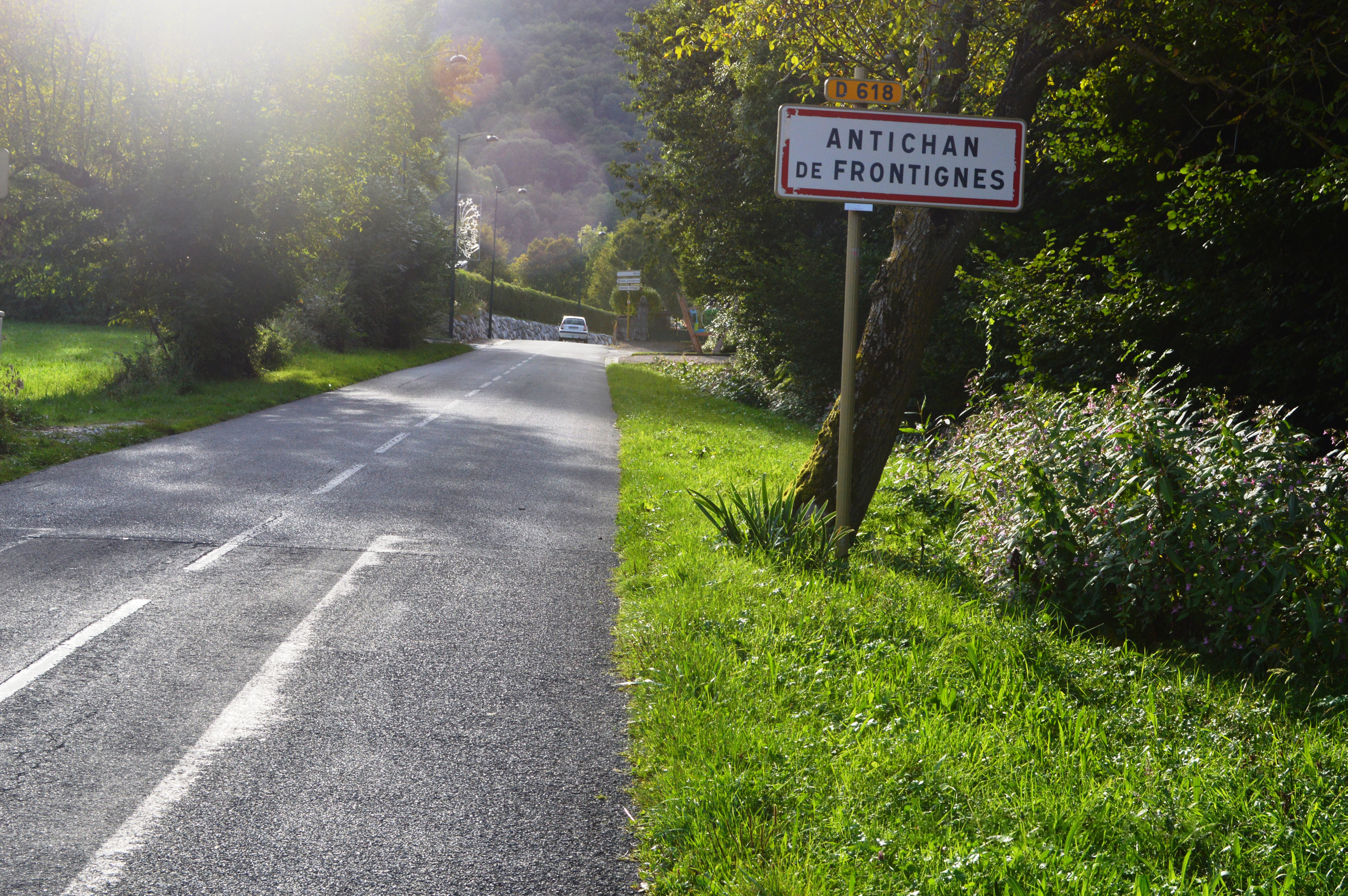
Въезд в Антишан-де-Фронтинь